# Chow Kwong Man
Chow Kwong Man (* 3. Dezember 1943) ist ein ehemaliger Radrennfahrer aus Hongkong.

## Sportliche Laufbahn
Chow Kwong Man war Straßenradsportler aktiv. Er war Teilnehmer der Olympischen Sommerspiele 1964 in Tokio. Er belegte bei den Olympischen Sommerspielen 1964 im Straßenrennen den 36. Rang. Im Mannschaftszeitfahren kam der Vierer aus Hongkong mit Chow Kwong Choi, Chow Kwong Man, Mok Sau Hei und Michael Watson auf den 30. Platz.

## Familiäres
Sein Bruder Chow Kwong Choi war ebenfalls Radrennfahrer.